# Tour de France 2023/17. Etappe
Die 17. Etappe der Tour de France 2023 fand am 19. Juli 2023 statt und führte mit dem Col de la Loze über den höchsten Punkt der 110. Austragung. Die Strecke startete in Saint-Gervais-les-Bains und führte über 165,7 Kilometer nach Courchevel. Nach der Zielankunft hatten die Fahrer insgesamt 2799,3 Kilometer absolviert, was 82,2 % der Gesamtdistanz der Rundfahrt entspricht.
Den Etappensieg sicherte sich der Österreicher Felix Gall (AG2R Citroën) nachdem er sich rund 13 Kilometer vor dem Ziel im Anstieg des Col de la Loze von der Ausreißergruppe absetzte. Jonas Vingegaard (Jumbo-Visma) beendete die Etappe als vierter und baute seinen Vorsprung im Gesamtklassement auf über sieben Minuten aus.

## Streckenführung
Der neutralisierte Start erfolgte in Saint-Gervais-les-Bains neben der Talstation des Skilifts St-Gervais-Bettex. Der ersten 3,6 Kilometer verliefen auf der D909, ehe das Rennen bei Les Choseaux freigegeben wurde.
Nach dem offiziellen Start verliefen die ersten Kilometer leicht ansteigend nach Megève, ehe die Straße leicht abfallend bis kurz vor Flumet führte. Bereits nach rund 15 Kilometern wurde mit dem Col des Saisies (1650 m) der erste Pass des Tages in Angriff genommen. Dieser wies auf einer Länge von 13,4 Kilometern eine Durchschnittssteigung von 5,1 % auf und wurde nach 28,4 Kilometern überquert. Auf der Kuppe wurde eine Bergwertung der 1. Kategorie abgenommen, ehe eine längere Abfahrt nach Beaufort führte, wo bei Kilometer 46 der Zwischensprint erfolgte. Die Straße begann nun wieder zu steigen und es folgte die 19,9 Kilometer lange Auffahrt des Cormet de Roselend (1968 m), die im Schnitt mit 6 % anstieg. Auf der Passhöhe wurde nach 66,7 Kilometern ebenfalls eine Bergwertung der 1. Kategorie abgenommen, bevor die Strecke bergab nach Bourg-Saint-Maurice führte. Nun folgten die Fahrer der Isère stromabwärts bis Aime und nahmen im Anschluss die Auffahrt der Côte de Longefoy (1174 m) in Angriff, die als Anstieg der 2. Kategorie klassifiziert worden war. Sie wurde nach 105,7 gefahrenen Kilometern erreicht und wies auf einer Länge von 6,6 Kilometern einen Steigungsschnitt von 7,5 % auf, wobei die D88 bis Notre-Dame-du-Pré für rund fünf Kilometer weiter flach anstieg. Die anschließende Abfahrt war deutlich schmaler und beinhaltete zahlreiche Kehren, die die Fahrer zurück ans Ufer der Isère leiteten. Bei Moûtiers begann die Straße allmählich wieder zu steigen und führte nach Brides-les-Bains, wo die Auffahrt auf den Schlussanstieg begann.
Insgesamt wies der Schlussanstieg des Col de la Loze (2304 m) auf seiner Länge von 28,1 Kilometern eine durchschnittliche Steigung von 6 % auf. Die Auffahrt lässt sich jedoch in mehrere Abschnitte unterteilen. Auf den ersten elf Kilometern verläuft die Streckenführung auf der D915 und D91A und verbindet Brides-les-Bains mit Courchevel. Hier liegt die Steigung im Schnitt bei etwas über 6 %. Nun folgt ein sechs Kilometer langes Flachstück über das die Fahrer von Courchevel nach Méribel gelangen. Nach vier weiteren Kilometern mit Steigungsprozenten von rund 7 %, wird der Radweg erreicht, der auf die Passhöhe führt. Auf den letzten 7 Kilometern liegt die durchschnittliche Steigung bei über 9 % und es werden Rampen von bis zu 24 % befahren. Zudem beinhaltet der Radweg neben steilen Rampen auch kurze Flachstücke und Abfahrten, was die besondere Charakteristik des Passes ausmacht. Die Passhöhe des Col de la Loze, der als Anstieg „hors catégorie“ klassifiziert worden war, wurde 6,6 Kilometer vor dem Ziel erreicht. Zusätzlich wurde auf dem höchsten Punkt der 110. Austragung das Souvenir Henri Desgrange vergeben und ein Bonussprint ausgetragen, bei dem Zeitbonifikationen für das Gesamtklassement vergeben wurden. Die anschließende Abfahrt verlief ebenfalls auf dem Radweg und führte zum höhergelegenen Teil von Courchevel. Der letzte Kilometer führte zum Flugplatz Courchevel dessen Start- und Landebahn als Zielgerade diente. Diese wies eine durchschnittliche Steigung von 10,8 % auf und beinhaltete Rampen von bis zu 18 %.
|                              | Ort                     | Kilometer | Länge (km) | Höhe (m) | Ø Steigung |
| ---------------------------- | ----------------------- | --------- | ---------- | -------- | ---------- |
| neutralisierter Start        | Saint-Gervais-les-Bains | −3,6      |            |          |            |
| offizieller Start            | Les Choseaux (D909)     | 0         |            |          |            |
| Bergwertung (1. Kategorie)   | Col des Saisies         | 28,4      | 13,4       | 1650     | 5,1 %      |
| Zwischensprint               | Beaufort                | 46        |            |          |            |
| Bergwertung (1. Kategorie)   | Cormet de Roselend      | 66,7      | 19,9       | 1968     | 6 %        |
| Bergwertung (2. Kategorie)   | Côte de Longefoy        | 105,7     | 6,6        | 1174     | 7,5 %      |
| Bergwertung (hors catégorie) | Col de la Loze          | 159,1     | 28,1       | 2304     | 6 %        |
| Bonussprint                  | Col de la Loze          | 159,1     | 28,1       | 2304     | 6 %        |
| Ziel                         | Courchevel (Flugplatz)  | 165,7     |            |          |            |

## Rennverlauf
Mit Alexis Renard (Cofidis) nahm ein Fahrer die 17. Etappe nicht in Angriff. Unmittelbar nach dem Start kam es zu den ersten Angriffen im Fahrerfeld, wobei sich keine Gruppe entscheidend absetzen konnte. Im unteren Teil des Col des Saisies hatte Tadej Pogačar (UAE Team Emirates) einen technischen Defekt und befand sich kurzzeitig in einer abgehängten Gruppe. Er konnte jedoch problemlos wieder zur Hauptgruppe aufschließen. Aufgrund der zahlreichen Attacken und des hohen Tempos, das das Team Jumbo-Visma anschlug, zerfiel das Hauptfeld bereits am ersten Pass des Tages. Giulio Ciccone (Lidl-Trek) überquerte die Passhöhe als Erster, ehe ihm das restliche Hauptfeld folgte, in dem nur rund 30 Fahrer verblieben waren. Unter den abgehängten Fahrern war auch Carlos Rodríguez (Ineos Grenadiers), der im weiteren Rennverlauf jedoch wieder zur Hauptgruppe aufschließen konnte. In der Abfahrt des Col de Saisies setzten sich mit Julian Alaphilippe (Soudal Quick-Step), Giulio Ciccone und Krists Neilands (Israel-Premier Tech) drei Fahrer vom Hauptfeld ab. Das Trio erreichte den Zwischensprint in Beaufort mit einem Vorsprung von rund 20 Sekunden auf das Hauptfeld, in dem jedoch die nächsten Angriffe folgten. Die Zwischensprintwertung sicherte sich Julian Alaphilippe.
Im Anstieg des Cormet de Roselend bildete sich schließlich die Fluchtgruppe des Tages in der folgende Mannschaften (geordnet nach dem bestplatzierten im Gesamtklassement) vertreten waren: Pello Bilbao, Jack Haig (beide Bahrain Victorious), Simon Yates, Chris Harper, Lawson Craddock (alle Jayco AlUla), David Gaudu, Thibaut Pinot, Valentin Madouas, Stefan Küng (alle Groupama-FDJ), Felix Gall, Ben O’Connor, Nans Peters (alle AG2R Citroën), Guillaume Martin (Cofidis), Wilco Kelderman, Tiesj Benoot (beide Jumbo-Visma), Mattias Skjelmose Jensen, Giulio Ciccone (beide Lidl-Trek), Julian Alaphilippe, Dries Devenyns (beide Soudal Quick-Step), Alexei Luzenko (Astana Qazaqstan), Tobias Halland Johannessen, Jonas Gregaard (beide Uno-X), Krists, Neilands, Hugo Houle, Nick Schulz (beide Israel-Premier Tech), Gregor Mühlberger (Movistar), Clément Champoussin, Simon Guglielmi (beide Arkéa-Samsic), Marc Soler, Vegard Stake Laengen (beide UAE Team Emirates), Matthew Dinham, Kevin Vermaerke (beide DSM-Firmenich), Rigoberto Urán, Magnus Cort Nielsen (beide EF Education-EasyPost) und Rui Cost (Intermarché-Circus-Wanty).
Kurz vor der Kuppe fielen mit Krists Neilands und Stefan Küng die ersten Fahrer der Ausreißergruppe zurück. Giulio Ciccone gewann die Bergwertung auf dem Cormet de Roselend und baute seinen Vorsprung in der Sonderwertung weiter aus. Nach der anschließenden Abfahrt führte der Italiener auch über die Côte de Longefoy und lag nun bereits 30 Punkte vor seinem ersten Verfolger, Neilson Powless (EF Education-EasyPost), der im Verlauf der Etappe noch keine Punkte geholt hatte. Auf der Kuppe betrug der Vorsprung der Ausreißer rund drei Minuten.

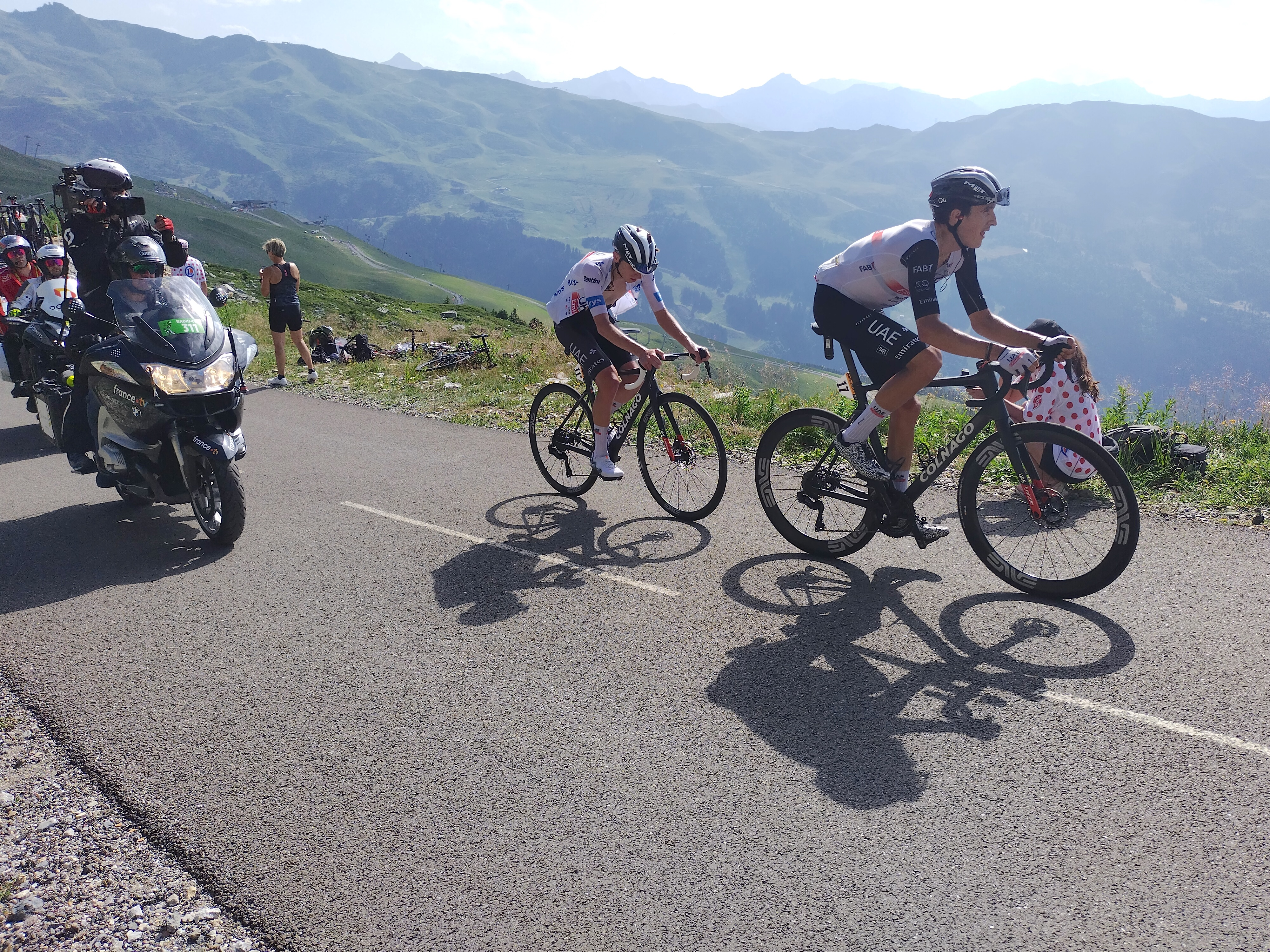
Marc Soler (rechts) und Tadej Pogačar (im Weißen Trikot) können das hohe Tempo von Jonas Vingegaard nicht mithalten. Sie erreichen etwa 4–5 Minuten nach Vingegaard den Col de la Loze

Bereits auf den ersten Kilometern des Col de la Loze zerfiel die Ausreißergruppe. Bei der Einfahrt in den Anstieg betrug der Vorsprung der Spitzengruppe weniger als drei Minuten. Im bereits stark reduzierten Hauptfeld verblieben zu Beginn der Steigung nur noch rund 20 Fahrer. Noch vor dem Abzweig zum Radweg des Col de la Loze konnte Tadej Pogačar dem Tempo der Jumbo-Visma Mannschaft nicht mehr folgen und fiel zurück. An der Spitze des Rennens verblieben mit Pello Bilbao, Simon Yates, Felix Gall und Chris Harper vier Fahrer, ehe Felix Gall 13 Kilometer vor dem Ziel angriff und sich erfolgreich von seinen ehemaligen Fluchtgefährten löste. Der Österreicher behauptete seinen Vorsprung von rund 30 Sekunden und führte über den Col de la Loze. Schlussendlich gewann Felix Gall die Etappe mit einem Vorsprung von 34 Sekunden vor Simon Yates. Rund eine Minute dahinter folgte Pello Bilbao auf Rang drei. Vierter wurde der gesamtführende Jonas Vingegaard (Jumbo-Visma), der das Tempo nach dem Zurückfallen von Tadej Pogačar erneut forciert hatte und schlussendlich auch die übrigen Gesamtklassement-Fahrer distanzierte. Der Rückstand des Dänen betrug im Ziel eine Minute und 52 Sekunden. Adam Yates (UAE Team Emirates), der dem Dänen am längsten hatte folgen können, verlor rund zwei Minuten auf das Gelbe Trikot, nahm Carlos Rodríguez im Kampf ums Podium jedoch eine Minute und elf Sekunden ab. Tadej Pogačar erreichte das Ziel mit einem Rückstand von sieben Minuten und 37 Sekunden (Platz 22). Auf Jonas Vingegaard verlor er fünf Minuten und 26 Sekunden.

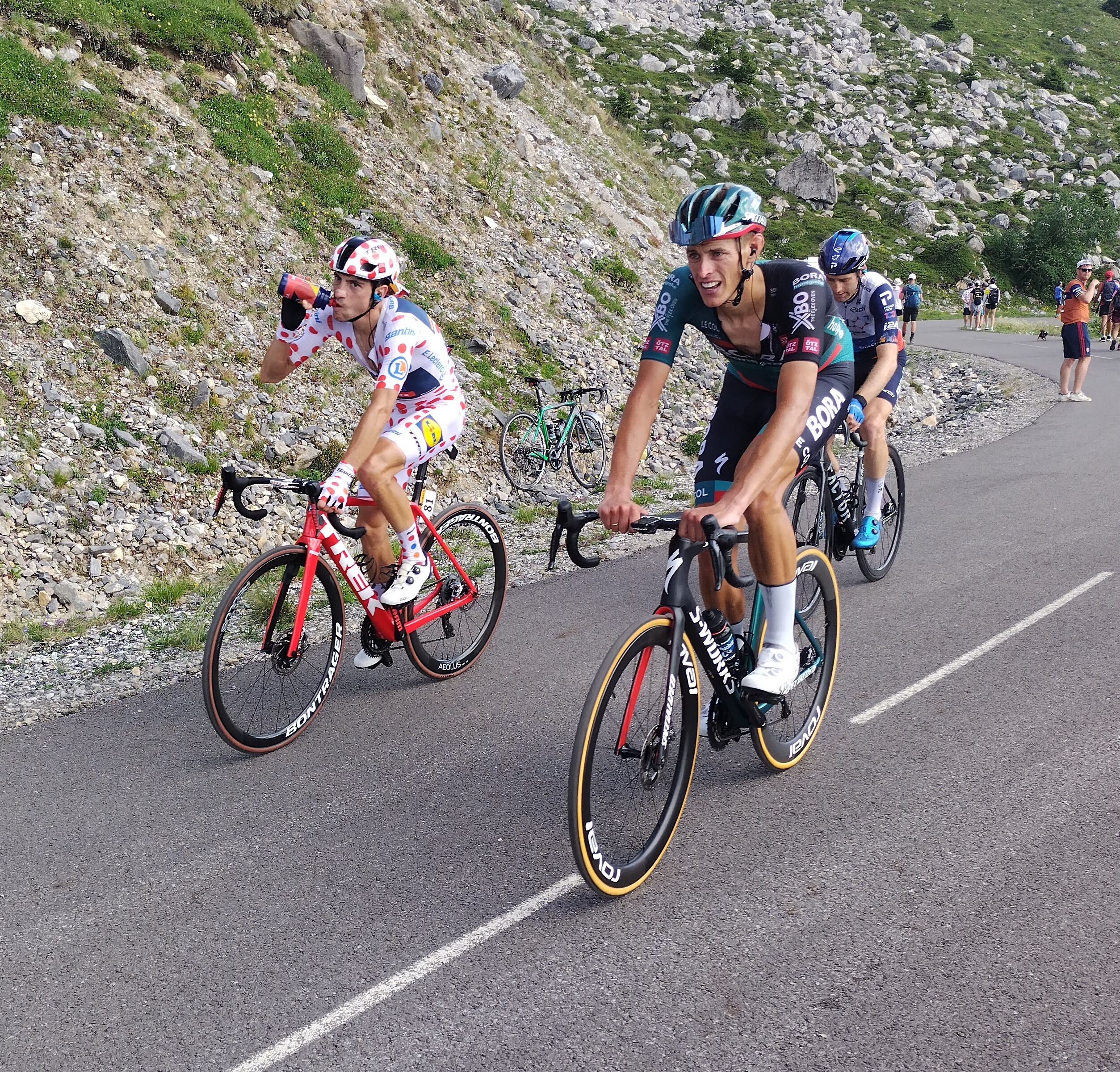
Giulio Ciccone (im Gepunkteten Trikot) und rechts neben ihm Nils Politt auf dem Weg zum Col de la Loze. Dahinter der Kanadier Hugo Houle von Israel-Premier Tech

In der Gesamtwertung baute Jonas Vingegaard seinen Vorsprung auf sieben Minuten und 35 Sekunden aus. Tadej Pogačar blieb auf dem zweiten Gesamtrang und verteidigte so die Führung in der Nachwuchswertung. Adam Yates lag nun eine Minute und 16 Sekunden vor Carlos Rodríguez und sicherte somit den dritten Podestplatz weiter ab. Simon Yates und Pello Bilbao rückten auf die Plätze fünf und sechs vor, während Jai Hindley (Bora-hansgrohe) auf den siebten Gesamtrang abrutschte. Hinter dem Australier folgte nun der Etappensieger Felix Gall vor Sepp Kuss (Jumbo-Visma) und David Gaudu. In der Bergwertung verteidigte Giulio Ciccone seine Führung und lag nun sechs Punkte vor Felix Gall. Jasper Philipsen (Alpecin-Deceuninck) erreichte das Ziel im vorgegebenen Zeitlimit und behielt somit das Grüne Trikot des Führenden in der Punktewertung. In der Mannschaftswertung lag weiterhin das Team Jumbo-Visma an der Spitze. Mit Phil Bauhaus (Bahrain Victorious) gab ein weiterer Fahrer das Rennen vorzeitig auf, womit 154 Fahrer in der Rundfahrt verblieben. Zum kämpferischsten Fahrer wurde der Etappensieger Felix Gall gewählt.

## Ergebnis
| \| Etappenergebnis \| Etappenergebnis \| Etappenergebnis \| Etappenergebnis \| Etappenergebnis \| \| Fahrer \| Fahrer \| Land \| Team \| Zeit \| \| --------------- \| -------------------------- \| ---------------------- \| ---------------------- \| --------------- \| \| 1. \| Felix Gall \| Österreich \| AG2R Citroën Team \| 4 h 49 min 08 s \| \| 2. \| Simon Yates \| Vereinigtes Königreich \| Team Jayco AlUla \| + 34 s \| \| 3. \| Pello Bilbao \| Spanien \| Bahrain Victorious \| + 1 min 38 s \| \| 4. \| Jonas Vingegaard \| Dänemark \| Jumbo-Visma \| + 1 min 52 s \| \| 5. \| David Gaudu \| Frankreich \| Groupama-FDJ \| + 2 min 09 s \| \| 6. \| Tobias Halland Johannessen \| Norwegen \| Uno-X Pro Cycling Team \| + 2 min 39 s \| \| 7. \| Chris Harper \| Australien \| Team Jayco AlUla \| + 2 min 50 s \| \| 8. \| Rafał Majka \| Polen \| UAE Team Emirates \| + 3 min 43 s \| \| 9. \| Adam Yates \| Vereinigtes Königreich \| UAE Team Emirates \| + 3 min 43 s \| \| 10. \| Wilco Kelderman \| Niederlande \| Jumbo-Visma \| + 3 min 49 s \| |                            |                        |                        |                 |
| |                            |                        |                        |                 |
| Quelle: ProCyclingStats |                            |                        |                        |                 |
| Etappenergebnis |                            |                        |                        |                 |
| Fahrer | Fahrer                     | Land                   | Team                   | Zeit            |
| 1. | Felix Gall                 | Österreich             | AG2R Citroën Team      | 4 h 49 min 08 s |
| 2. | Simon Yates                | Vereinigtes Königreich | Team Jayco AlUla       | + 34 s          |
| 3. | Pello Bilbao               | Spanien                | Bahrain Victorious     | + 1 min 38 s    |
| 4. | Jonas Vingegaard           | Dänemark               | Jumbo-Visma            | + 1 min 52 s    |
| 5. | David Gaudu                | Frankreich             | Groupama-FDJ           | + 2 min 09 s    |
| 6. | Tobias Halland Johannessen | Norwegen               | Uno-X Pro Cycling Team | + 2 min 39 s    |
| 7. | Chris Harper               | Australien             | Team Jayco AlUla       | + 2 min 50 s    |
| 8. | Rafał Majka                | Polen                  | UAE Team Emirates      | + 3 min 43 s    |
| 9. | Adam Yates                 | Vereinigtes Königreich | UAE Team Emirates      | + 3 min 43 s    |
| 10. | Wilco Kelderman            | Niederlande            | Jumbo-Visma            | + 3 min 49 s    |

## Gesamtstände
| \| Gesamtwertung \| Gesamtwertung \| Gesamtwertung \| Gesamtwertung \| Gesamtwertung \| \| Fahrer \| Fahrer \| Land \| Team \| Zeit \| \| ------------- \| ---------------- \| ---------------------- \| ------------------ \| ---------------- \| \| 1. \| Jonas Vingegaard \| Dänemark \| Jumbo-Visma \| 67 h 57 min 51 s \| \| 2. \| Tadej Pogačar \| Slowenien \| UAE Team Emirates \| + 7 min 35 s \| \| 3. \| Adam Yates \| Vereinigtes Königreich \| UAE Team Emirates \| + 10 min 45 s \| \| 4. \| Carlos Rodríguez \| Spanien \| Ineos Grenadiers \| + 12 min 01 s \| \| 5. \| Simon Yates \| Vereinigtes Königreich \| Team Jayco AlUla \| + 12 min 19 s \| \| 6. \| Pello Bilbao \| Spanien \| Bahrain Victorious \| + 12 min 50 s \| \| 7. \| Jai Hindley \| Australien \| Bora-Hansgrohe \| + 13 min 50 s \| \| 8. \| Felix Gall \| Österreich \| AG2R Citroën Team \| + 16 min 11 s \| \| 9. \| Sepp Kuss \| Vereinigte Staaten \| Jumbo-Visma \| + 16 min 49 s \| \| 10. \| David Gaudu \| Frankreich \| Groupama-FDJ \| + 17 min 57 s \| |                  |                        |                    |                  |
| |                  |                        |                    |                  |
| Quelle: ProCyclingStats |                  |                        |                    |                  |
| Gesamtwertung |                  |                        |                    |                  |
| Fahrer | Fahrer           | Land                   | Team               | Zeit             |
| 1. | Jonas Vingegaard | Dänemark               | Jumbo-Visma        | 67 h 57 min 51 s |
| 2. | Tadej Pogačar    | Slowenien              | UAE Team Emirates  | + 7 min 35 s     |
| 3. | Adam Yates       | Vereinigtes Königreich | UAE Team Emirates  | + 10 min 45 s    |
| 4. | Carlos Rodríguez | Spanien                | Ineos Grenadiers   | + 12 min 01 s    |
| 5. | Simon Yates      | Vereinigtes Königreich | Team Jayco AlUla   | + 12 min 19 s    |
| 6. | Pello Bilbao     | Spanien                | Bahrain Victorious | + 12 min 50 s    |
| 7. | Jai Hindley      | Australien             | Bora-Hansgrohe     | + 13 min 50 s    |
| 8. | Felix Gall       | Österreich             | AG2R Citroën Team  | + 16 min 11 s    |
| 9. | Sepp Kuss        | Vereinigte Staaten     | Jumbo-Visma        | + 16 min 49 s    |
| 10. | David Gaudu      | Frankreich             | Groupama-FDJ       | + 17 min 57 s    |

| Punktewertung | Punktewertung     | Punktewertung | Punktewertung            | Punktewertung |
| Fahrer        | Fahrer            | Land          | Team                     | Punkte        |
| ------------- | ----------------- | ------------- | ------------------------ | ------------- |
| 1.            | Jasper Philipsen  | Belgien       | Alpecin-Deceuninck       | 323 P.        |
| 2.            | Mads Pedersen     | Dänemark      | Lidl-Trek                | 186 P.        |
| 3.            | Bryan Coquard     | Frankreich    | Cofidis                  | 178 P.        |
| 4.            | Wout van Aert     | Belgien       | Jumbo-Visma              | 154 P.        |
| 5.            | Tadej Pogačar     | Slowenien     | UAE Team Emirates        | 146 P.        |
| 6.            | Jonas Vingegaard  | Dänemark      | Jumbo-Visma              | 107 P.        |
| 7.            | Jordi Meeus       | Belgien       | Bora-Hansgrohe           | 96 P.         |
| 8.            | Pello Bilbao      | Spanien       | Bahrain Victorious       | 95 P.         |
| 9.            | Dylan Groenewegen | Niederlande   | Team Jayco AlUla         | 92 P.         |
| 10.           | Biniam Girmay     | Eritrea       | Intermarché-Circus-Wanty | 90 P.         |

| Bergwertung | Bergwertung                | Bergwertung            | Bergwertung            | Bergwertung |
| Fahrer      | Fahrer                     | Land                   | Team                   | Punkte      |
| ----------- | -------------------------- | ---------------------- | ---------------------- | ----------- |
| 1.          | Giulio Ciccone             | Italien                | Lidl-Trek              | 88 P.       |
| 2.          | Felix Gall                 | Österreich             | AG2R Citroën Team      | 82 P.       |
| 3.          | Jonas Vingegaard           | Dänemark               | Jumbo-Visma            | 81 P.       |
| 4.          | Neilson Powless            | Vereinigte Staaten     | EF Education-EasyPost  | 58 P.       |
| 5.          | Tadej Pogačar              | Slowenien              | UAE Team Emirates      | 49 P.       |
| 6.          | Wout van Aert              | Belgien                | Jumbo-Visma            | 47 P.       |
| 7.          | Simon Yates                | Vereinigtes Königreich | Team Jayco AlUla       | 40 P.       |
| 8.          | Tobias Halland Johannessen | Norwegen               | Uno-X Pro Cycling Team | 38 P.       |
| 9.          | Jai Hindley                | Australien             | Bora-Hansgrohe         | 31 P.       |
| 10.         | Michał Kwiatkowski         | Polen                  | Ineos Grenadiers       | 30 P.       |

| Nachwuchswertung | Nachwuchswertung           | Nachwuchswertung       | Nachwuchswertung       | Nachwuchswertung  |
| Fahrer           | Fahrer                     | Land                   | Team                   | Zeit              |
| ---------------- | -------------------------- | ---------------------- | ---------------------- | ----------------- |
| 1.               | Tadej Pogačar              | Slowenien              | UAE Team Emirates      | 68 h 05 min 26 s  |
| 2.               | Carlos Rodríguez           | Spanien                | Ineos Grenadiers       | + 4 min 26 s      |
| 3.               | Felix Gall                 | Österreich             | AG2R Citroën Team      | + 8 min 36 s      |
| 4.               | Thomas Pidcock             | Vereinigtes Königreich | Ineos Grenadiers       | + 49 min 04 s     |
| 5.               | Mattias Skjelmose          | Dänemark               | Lidl-Trek              | + 1 h 43 min 53 s |
| 6.               | Mathieu Burgaudeau         | Frankreich             | TotalEnergies          | + 1 h 53 min 37 s |
| 7.               | Tobias Halland Johannessen | Norwegen               | Uno-X Pro Cycling Team | + 2 h 03 min 12 s |
| 8.               | Clément Champoussin        | Frankreich             | Arkéa-Samsic           | + 2 h 36 min 45 s |
| 9.               | Matthew Dinham             | Australien             | Team DSM-Firmenich     | + 2 h 50 min 38 s |
| 10.              | Maxim Van Gils             | Belgien                | Lotto Dstny            | + 2 h 56 min 42 s |

| Mannschaftswertung | Mannschaftswertung | Mannschaftswertung           | Mannschaftswertung |
| Team               | Team               | Land                         | Zeit               |
| ------------------ | ------------------ | ---------------------------- | ------------------ |
| 1.                 | Jumbo-Visma        | Niederlande                  | 204 h 45 min 10 s  |
| 2.                 | UAE Team Emirates  | Vereinigte Arabische Emirate | + 15 min 15 s      |
| 3.                 | Ineos Grenadiers   | Vereinigtes Königreich       | + 20 min 56 s      |
| 4.                 | Bahrain Victorious | Bahrain                      | + 42 min 48 s      |
| 5.                 | Groupama-FDJ       | Frankreich                   | + 47 min 47 s      |
| 6.                 | AG2R Citroën Team  | Frankreich                   | + 1 h 53 min 23 s  |
| 7.                 | Bora-Hansgrohe     | Deutschland                  | + 1 h 53 min 43 s  |
| 8.                 | Team Jayco AlUla   | Australien                   | + 3 h 12 min 59 s  |
| 9.                 | Movistar Team      | Spanien                      | + 4 h 01 min 02 s  |
| 10.                | Cofidis            | Frankreich                   | + 4 h 27 min 12 s  |

## Ausgeschiedene Fahrer
- Alexis Renard (Cofidis): wegen eines Ellenbogenbruches nicht gestartet
- Phil Bauhaus (Bahrain Victorious): wegen Erschöpfung während der Etappe aufgegeben[4]